# 北宇智站
北宇智站（日语：／ Kitauchi eki */?）是位於奈良縣五條市住川町589番4號，屬於西日本旅客鐵道（JR西日本）的和歌山線車站。此站被選為第2回近畿車站百選。

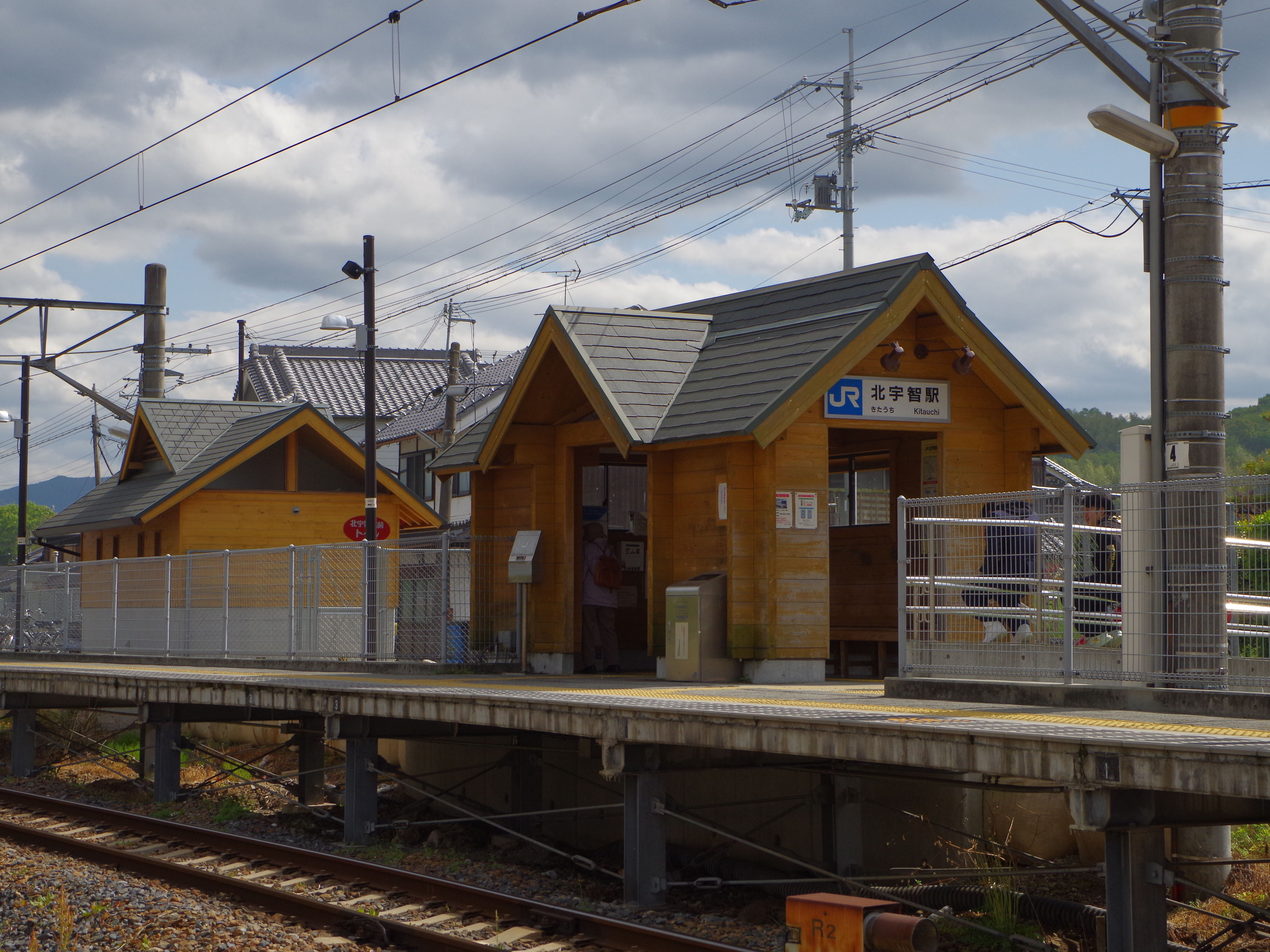
月台(2013年5月)

## 歷史
- 1896年（明治29年）10月25日 - 南和鐵道（日语：南和鉄道）葛站（現時：吉野口站）至五條站至二見站（後來為川端站）之間開通，此站啟用[1]。
- 1904年（明治37年）12月9日 - 南和鐵道路線由關西鐵道繼承，成為關西鐵道車站[1]。
- 1907年（明治40年）10月1日 - 關西鐵道被國有化（日语：鉄道国有法），成為帝國鐵道廳車站[1]。
- 1909年（明治42年）10月12日 - 制定路線名稱，成為和歌山線車站[1]。
- 1945年（昭和20年）8月8日 - 航空母艦搭載機進行空襲，使車站受損。
- 1984年（昭和59年）10月20日 - 成為無人車站。
- 1987年（昭和62年）4月1日 - 伴隨國鐵分割民營化，車站由西日本旅客鐵道（JR西日本）營運[1][2]。
- 2006年（平成18年）3月18日 - 折返式路線改變運行方式。
- 2007年（平成19年）
  - 3月18日 - 取消使用折返式路線。設置臨時月台，成為1面1線的月台[1]。
  - 7月25日 - 新月台工程完成。
- 2018年（平成30年）3月17日 - 車站開始可以使用IC卡「ICOCA」[3]。

## 車站構造
本站是地面車站，設有1面1線的單式月台。五條方向的列車會開啟右邊車門。高田方向和五條方向的列車停靠在同一月台上。此站的站房是一座木屋風的候車室，站內設有直立式自動售票機。此站設有無障礙設施和簡易ICOCA閘機，車站入口設有斜道和扶手。車站旁設有廁所。
此站是由王寺鐵道部管理的無人車站，並隨著取消折返式路線而重建站房和月台。舊月台附近的跨線橋和架空電纜均撤走。而其他設備一直保留近10年才撤走（舊站內與入換線等地方被柵欄圍封）。在2017年，舊站房與信號室皆被拆毀。

## 曾經存在的折返式路線
在2007年3月18日前，所有列車必須要停靠於此站，以行走折返式路線，為關西2府4縣中唯一車站設有該配線。由於該路斜最斜的坡度達到千分之20，在車站啟用時，蒸氣機車牽引列車必須停靠在此站。後來隨著蒸氣機車不再在和歌山線行走，加上鐵路電氣化，使進行折返式路線的必要性減弱，但是設備仍然留在。
當時，車站設有2面2線的相對式月台，可進行列車交會。靠近車站大樓的是1號月台（五條方向），對面是2號月台（王寺方向）。當五條方向進站時，首先進入月台範圍，然後退後進入引上線;在王寺方向的列車剛好相反。另外，當列車通過時，列車不需要使用引上線和進入月台範圍，但是在急行「紀之川」廢止後（電氣化完成，1984年10月時間表修正後），再沒有定期旅客列車通過此站。另外，在列車行走折返式路線中途，需時4分鐘，當中平交道的遮斷機一直作動，因此車站北方的平交道前設有告示指醒使用者。
在列車行走折返式路線中，列車司機不會移動前往車尾，而是透過無線電與車長聯絡，司機也會上半身伸出車外觀看車尾。在2006年3月18日時間表修正後，除非列車中設有車長，列車司機需要移動前往車身。但是，在2006年3月23日至27日之間，由於列車司機忘記插入ATS，因此為了防止事故發生，但取消了折返式路線。
在2007年3月17日晚上10時至3月18日早上9時，所有列車通過北宇智站。在3月18日早上9時至下午5時30分，吉野口站至五條站之間暫停服務，以進行路軌更換工程。當時設有行走於吉野口站至五條站之間的代行巴士。隨著取消折返式路線，吉野口站至五條站之間的營業距離縮短0.4公里，使車費有所下降。

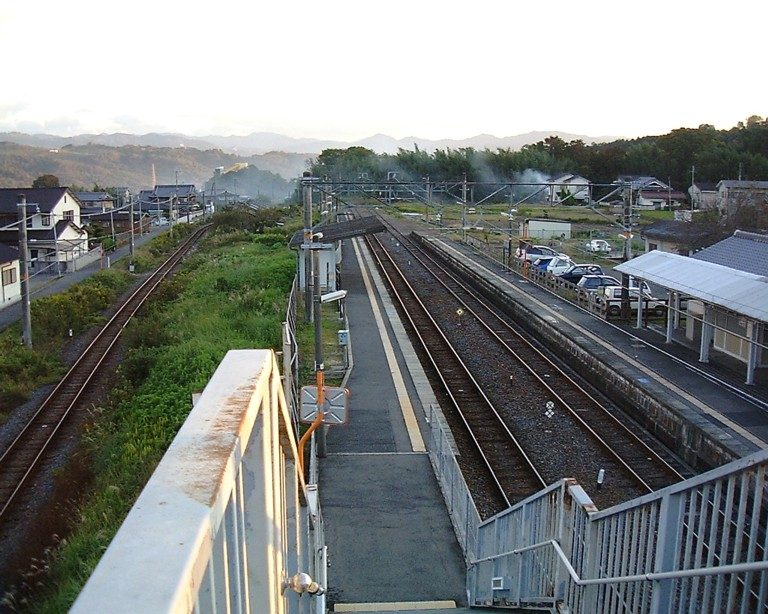
舊跨線橋(已撤走)上望向舊站。向五條一方觀望。左邊的單線是本線。
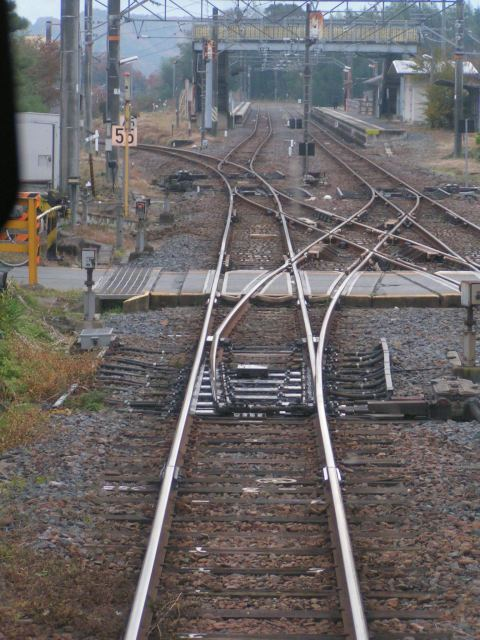
舊引上線望向佐川街道平交道和站內。
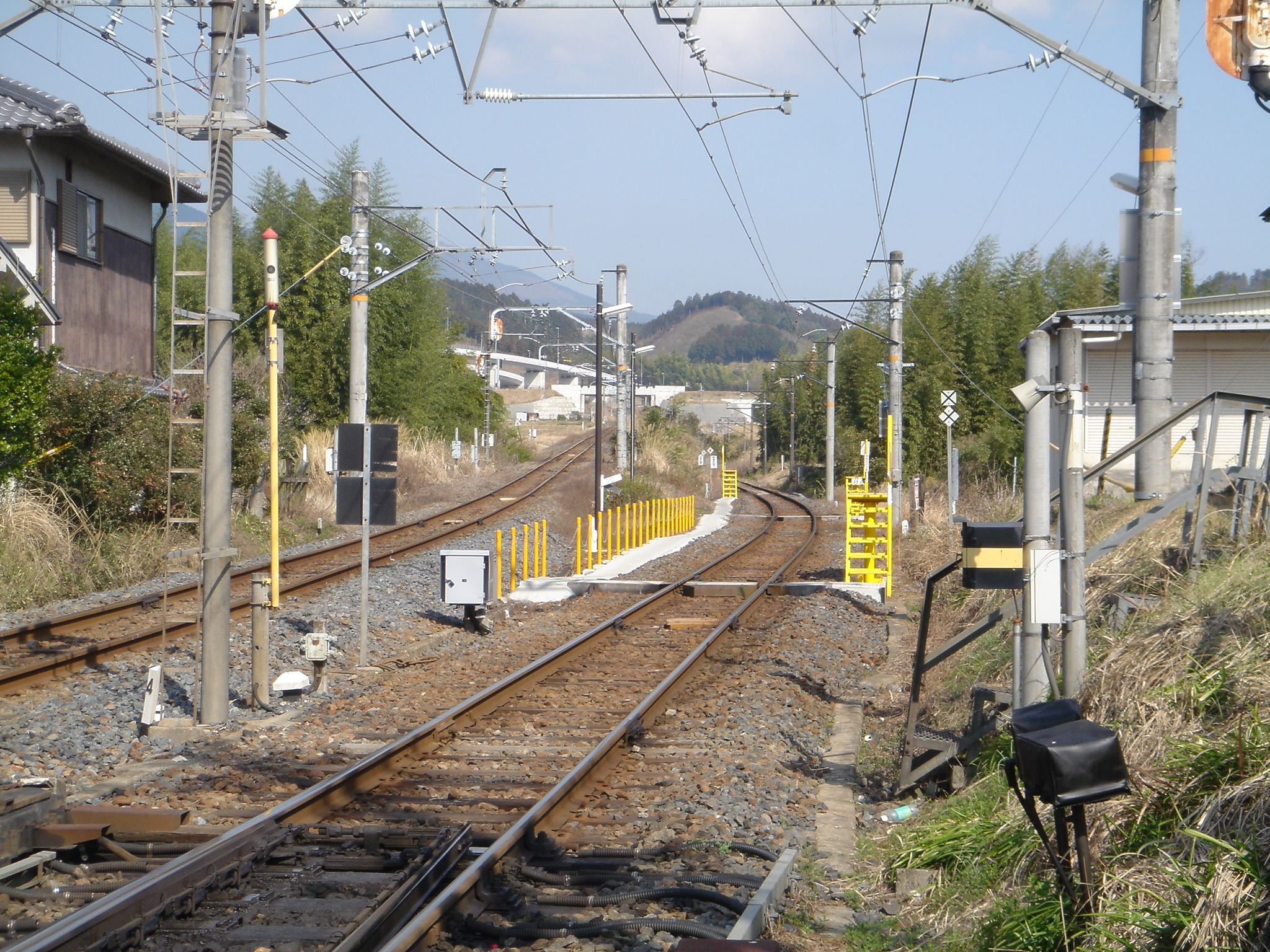
舊引上線
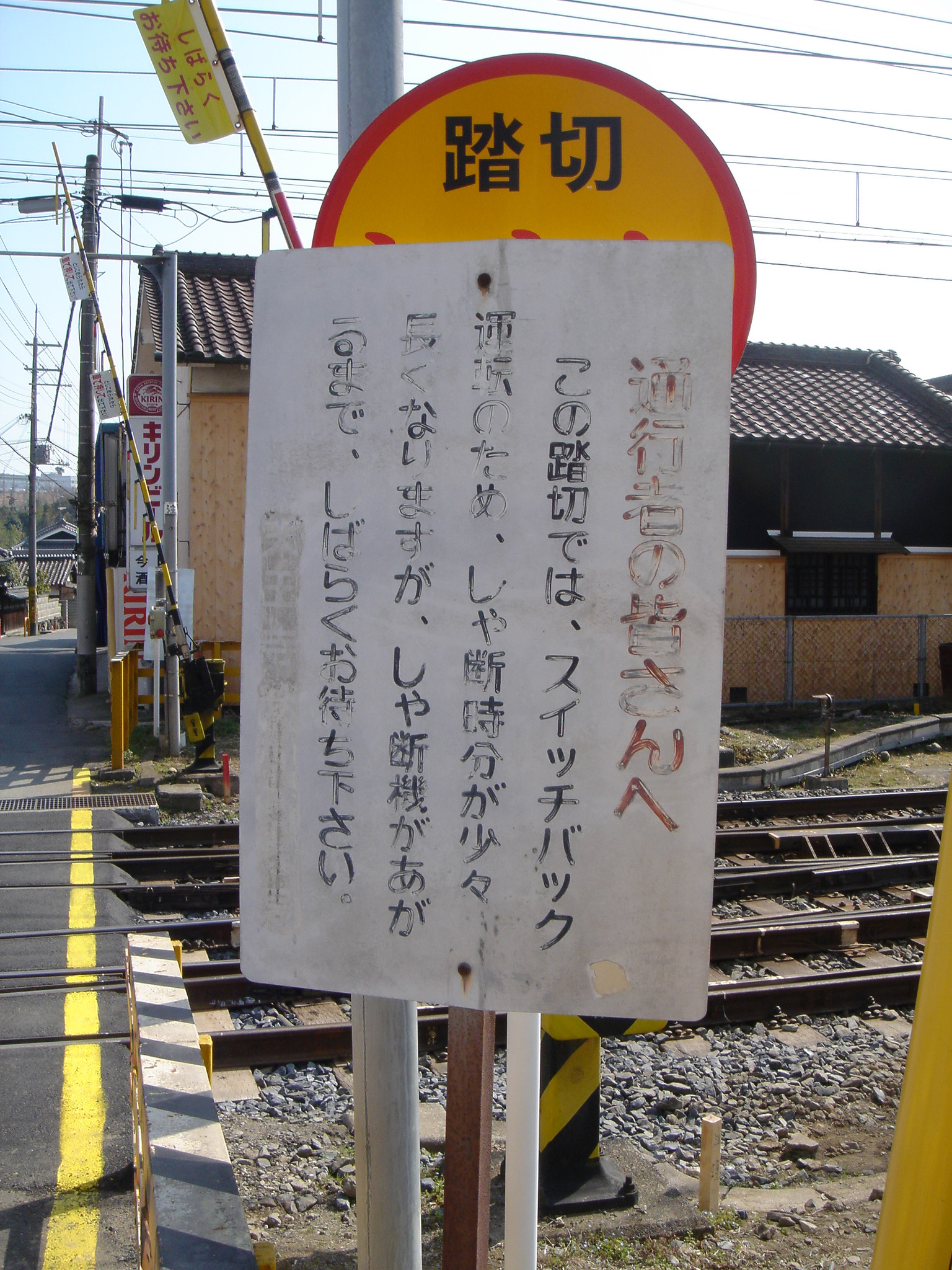
平交道關閉時間較長的告示板。
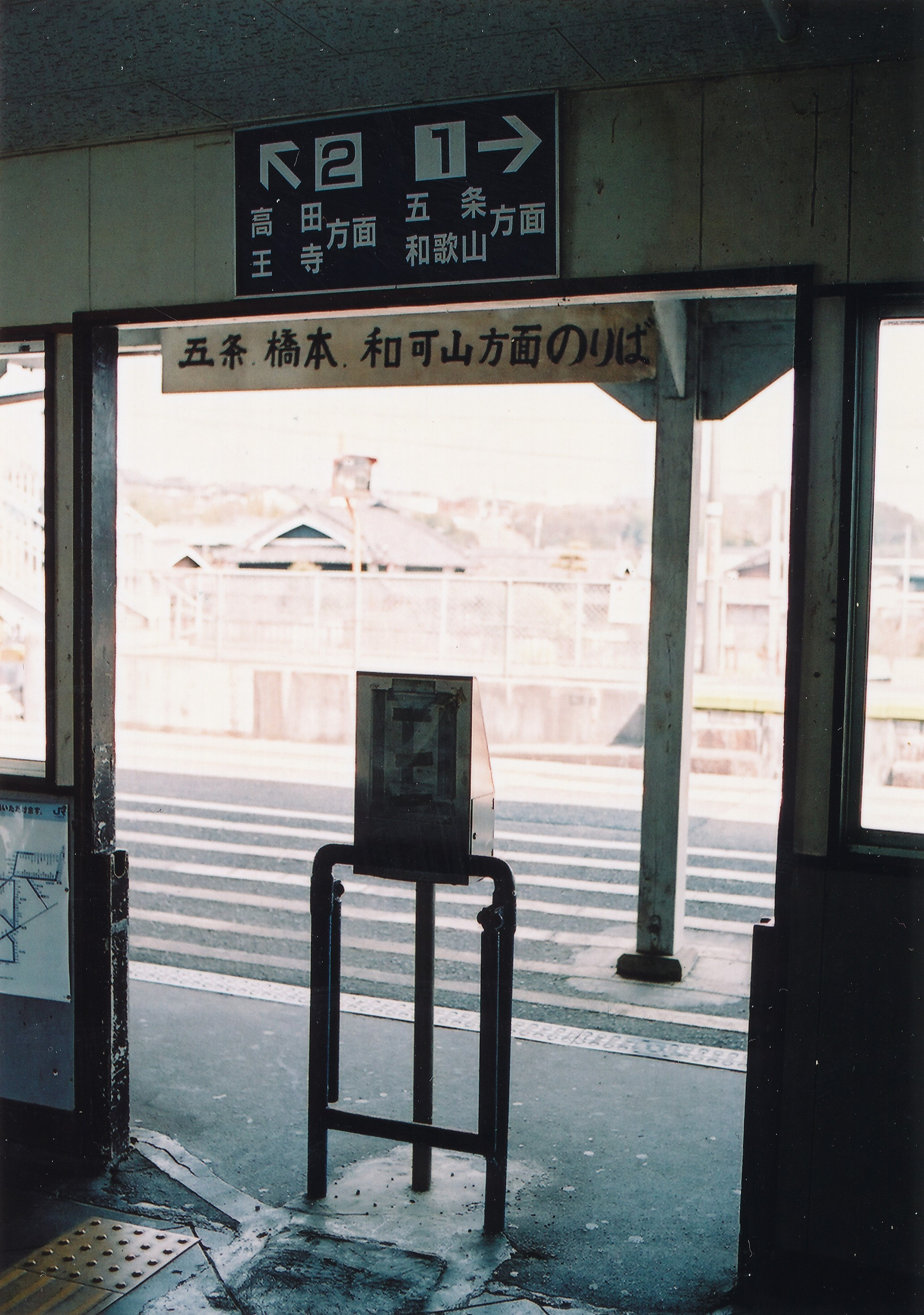
站內

## 使用狀況
根據「奈良縣統計年鑑」，以下為1日平均乘車人次：
| 年度   | 1日平均 乘車人次 |
| ------ | ---------------- |
| 2005年 | 187              |
| 2006年 | 181              |
| 2007年 | 194              |
| 2008年 | 179              |
| 2009年 | 179              |
| 2010年 | 183              |
| 2011年 | 176              |
| 2012年 | 191              |

## 車站周邊
- 北宇智郵局
- 五條警署（日语：五條警察署）住川駐在所
- 五條市立北宇智小學
- 五條市立北宇智保育所
- 北宇智公民館
- 科技園·奈良（日语：テクノパーク・なら）（工業邨）
- 奈良縣農業協同組合（日语：奈良県農業協同組合）北宇智分店
- 金剛山登山口
- 藤岡家住宅
- 京奈和自動車道五條道路

## 巴士路線
五條市社區巴士
- B系統　小和、五條站方向 前往縣立五條醫院

※ 只有平日1往返班次。
五條市需求型社區巴士
- 前往縣營南和團地／野原、縣立五條醫院方向 前往JR五條站

※ 只有平日3往返班次

## 相鄰車站
西日本旅客鐵道（JR西日本）
 和歌山線
■快速（直通至大和路線）、■普通
吉野口－北宇智－五條

## 注腳
1. 1 2 3 4 5 6 7 8  曾根悟（監修）. 朝日新聞出版分冊百科編集部（編集） , 编. . 週刊朝日百科. 42号 阪和線・和歌山線・桜井線・湖西線・関西空港線. 朝日新聞出版. 2010-05-16: 20–21 （日语）.
2. ↑  『交通年鑑 昭和63年版』 交通協力會，1988年3月。
3. ↑   (新闻稿). 西日本旅客鉄道. 2018-01-22  [2018-08-04]. （原始内容存档于2020-10-30） （日语）.
4. ↑   (新闻稿). 西日本旅客鉄道. 2007-02-19  [2012-03-03]. （原始内容存档于2007年11月5日） （日语）.

## 外部連結
- 北宇智｜車站資訊：JR出門網 - 西日本旅客鐵道（日語）